# Alaminos

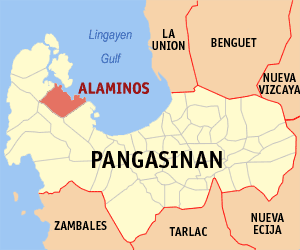
Alaminos' läge i Pangasinan

Alaminos (officiellt City of Alaminos) är en stad i norra Filippinerna och ligger i provinsen Pangasinan, Ilocosregionen, på den västra delen av ön Luzon. Befolkningen uppgick till 79 788 invånare vid folkräkningen 2007. Staden är uppdelad i 39 smådistrikt, barangayer, varav 8 är klassificerade som urbana.
|  |  |